# Diapason d'Or
Il Diapason d'Or costituisce un riconoscimento per eccezionali registrazioni di musica classica data dai critici della rivista Diapason in Francia, a grandi linee equivalente a "Editor's Choice", "Disc of the Month" nella rivista inglese Gramophone.
Il Diapason d'Or de l'Année è un premio più prestigioso, deciso da una giuria composta da critici di Diapason e delle emittenti di France Musique, ed è paragonabile al Gramophone Award del Regno Unito, associato con la rivista Gramophone.

## Diapason d'Or de l'Année 2011
CD
- I Fagiolini, Robert Hollingworth: Striggio, Ecce beatam lucem. Missa Ecco si beato Giorno, Decca.
- Christian Tetzlaff (violin), Wiener Philharmoniker, Pierre Boulez: Szymanowski, Violin Concerto No. 1, Symphony No. 3. Deutsche Grammophon.
- Monteverdi Choir, English Baroque Soloists, John Eliot Gardiner: Bach, Cantates, vol. II et XIII. Soli Deo Gloria.
- Café Zimmermann: Bach, Concerts pour plusieurs instruments, vol. V et VI. Alpha.
- Amandine Beyer (violin): Bach, Sonates et Partitas. Zig Zag Territoires.
- Orchestre symphonique de Lahti, Okko Kamu: Sibelius, La Tempête, Le Barde, Tapiola. Bis.
- Vadim Gluzman (violin), Andrew Litton: Bruch, Violin Concerto No. 1, String Quintet. BIS.
- Joyce DiDonato (mezzo-soprano): Diva-Divo. EMI.
- Stephen Hough (piano): Chopin, Valses. Hyperion.
- Quatuor Diotima: Reich, Barber, Crumb, String Quartets. Naïve.
- Ivry Gitlis (violin): Live Performances, Vol. 1. Doremi.

Giovane Talento
- Julia Lezhneva (soprano): Rossini Airs d'opéras. Naïve.

Diapason scelta del lettore e ascoltatori di France Musique
- Emmanuelle Bertrand (cello): Le violoncelle parle. Harmonia Mundi.

DVD
- Jonas Kaufmann (Werther); Michel Plasson/Benoît Jacquot: Massenet, Werther. Decca.
- Magdalena Kožená (mezzo-soprano); Orchestre du Festival de Lucerne, Claudio Abbado: Mahler, Symphonie no 4, Rückert-Lieder. EuroArts.
- Karita Mattila (Katia); Jiri Belohlavek/Robert Carsen: Janáček, Katia Kabanova. Framusica.

## Diapason d'Or de l'Année 2010
- Artist of the year Jonas Kaufmann; Schubert, Die schöne Müllerin, Helmut Deutsch, Decca
- Marc Minkowski; Haydn, London Symphonies, Les Musiciens du Louvre-Grenoble, Naïve Records
- Isabelle Faust; J.S. Bach, Sonate e partite per violino, Harmonia Mundi
- Simon Trpčeski, Rachmaninov, Concerto per pianoforte n. 2 and 3, Vasilij Ėduardovič Petrenko, Avie
- Nelson Freire, Chopin, Notturni, Decca
- Pavel Haas Quartet, Prokofiev, Quartets, Supraphon
- Pražák Quartet, Shostakovich, Quartets, Evgeni Koroliov, Praga
- Philippe Jaroussky, J. C. Bach, Arias La dolce fiamma, Virgin Classics
- Sergio Azzolini, Vivaldi, Concertos for bassoon, L'aura soave, Naïve
- Christophe Rousset, Louis Couperin, Pièces de clavecin, Aparté
- Masaaki Suzuki, J.S. Bach, Motets, Bach Collegium Japan, BIS
- Contemporary - Thierry Pécou, Jaguar symphony, Ensemble Zellig, Harmonia Mundi
- Historical - Olivier Greif, Le rêve du monde, INA mémoire vive
- Debut - Vittorio Grigolo, The Italian Tenor, Sony Classics

## Diapason d'Or de l'Année 2009
- Concerto Award - Thomas Zehetmair, Bernd Alois Zimmermann Canto Di Speranza WDR Sinfonieorchester Köln ECM 4766885
- Jonas Kaufmann; "Romantic Arias" Prague Philharmonic Orchestra, Marco Armiliato, Decca 4759966
- Magdalena Kožená; Martinů : Julietta, Czech Philharmonic, Charles Mackerras Supraphon SU3994
- Jerusalem Quartet; Haydn: Quartets op. 20 nº5, op. 33 nº3 "L'Oiseau" op. 76 nº5 Harmonia Mundi
- Bernard Haitink; Bruckner: Symphony No.8. Mozart: Symphonie N.38 Sächsische Staatskapelle Dresden. Profil PH07057
- Philippe Herreweghe; Lassus: Cantiones sacrae. Collegium Vocale Gent. Harmonia Mundi
- Nikolaus Harnoncourt; Franz Joseph Haydn: The Seasons. DHM
- Alexandre Tharaud, piano; Satie: "Avant Dernières Pensées". Harmonia Mundi
- Viktorija Mullova and Giuliano Carmignola; Vivaldi: Concertos pour deux violons. Archiv Produktion.
- Opera Award - Jean-Christophe Spinosi, Vivaldi: La fida ninfa. soloists, Ensemble Matheus. Naïve Records OP30410
- Mark Padmore, tenor; Britten: Songs. Roger Vignoles (piano). Harmonia Mundi
- Jordi Savall; "Jerusalem". Hespèrion XXI, La Capella Reial de Catalunya. Alia Vox AVSA9865
- Iván Fischer; Mahler: Symphonie nº 4. Miah Persson (soprano), Budapest Festival Orchestra. Channel Classics CCSSA26109
- Rachel Podger; Mozart: Sonates pour violon et clavier, Vol. VII et VIII. Gary Cooper (pianoforte and clavecin). Channel Classics CCSSA28109
- Cecilia Bartoli; "Sacrificium". Il Giardino Armonico, Giovanni Antonini. Decca 47815221
- Project Award - Villa-Lobos; Chôros cycle. John Neschling, BIS

## Diapason d'Or de l'année 2008
- Marc-André Hamelin: Charles-Valentin Alkan, Concerto for solo piano; Troisième recueil de chants. Hyperion Records
- Jean-Guihen Queyras J. S. Bach, Cello Suites. Harmonia Mundi
- Masaaki Suzuki: J. S. Bach, Mass in B minor, Peter Kooy, Carolyn Sampson, BIS
- Ensemble Pygmalion: J. S. Bach, Missae Breves, BWV 234 & 235. Alpha
- Rafał Blechacz: Chopin, Préludes. DG
- Pierre Hantaï: François Couperin, Pièces de clavecin. Mirare
- Jean-Efflam Bavouzet: Debussy Complete Works for Piano, Vol. 2. Chandos
- Jean-Guihen Queyras and Alexandre Tharaud: Debussy & Poulenc - Cello Sonatas. Harmonia Mundi
- Pierre-André Valade (conductor), Hugues Dufourt Le Cyprès Blanc Luxembourg Philharmonic Orchestra, Gérard Caussé (viola). Timpani
- Bruno Cocset, Luca Pianca, and Les Basses Réunies: Geminianii, Sonatas for violoncello with basso continuo. Alpha
- Jirí Belohlávek: Janáček, The Excursions of Mr. Broucek, BBC Symphony Orchestra, DG
- Jerusalem Quartet: Schubert, Quartetto Der Tod und das Mädchen. Harmonia Mundi
- Leif Segerstam: Sibelius, Kullervo. Soile Isokoski, Tommi Hakala, YL Male Voice Choir. Ondine.
- Mala Punica. Faventina: The liturgical music of Codex Faenza 117. Ambroisie
- Historical Marcelle Meyer: Complete EMI recordings 1925-1957, EMI Classics (France)
- Measha Brueggergosman: Surprise Cabaret Songs, DG
- DVD Patrice Chéreau (director) Janáček, From the House of the Dead cond. Pierre Boulez. DG

## Diapason d'Or de l'année 2007
- Philippe Jaroussky: Vivaldi Opera Arias. Jean-Christophe Spinosi, Ensemble Matheus. Virgin Classics